# Верхлись
Верхлись (пол. Werchliś) — деревня в Бяльском повете Люблинского воеводства Польши. Входит в состав гмины Янув-Подляский. По данным переписи 2011 года, в деревне проживало 255 человек.

## География
Деревня расположена на востоке Польши, к югу от реки Западный Буг, вблизи государственной границы с Белоруссией, на расстоянии приблизительно 19 километров к северо-востоку от города Бяла-Подляска, административного центра повета. Абсолютная высота — 134 метра над уровнем моря. Через населённый пункт проходит региональная автодорога 698.

## История
В конце XVIII века деревня входила в состав Брестского повета Великого княжества Литовского.
Согласно «Справочной книжке Седлецкой губернии на 1875 год» деревня входила в состав гмины Павлов Константиновского уезда Седлецкой губернии. В период с 1975 по 1998 годы Верхлись входила в состав Бяльскоподляского воеводства.

## Население
Демографическая структура по состоянию на 31 марта 2011 года:
|         | Всего | До трудоспособного возраста | Трудоспособного возраста | Старше трудоспособного возраста |
| ------- | ----- | --------------------------- | ------------------------ | ------------------------------- |
| Мужчины | 130   | 26                          | 86                       | 18                              |
| Женщины | 125   | 27                          | 60                       | 39                              |
| Всего   | 255   | 53                          | 146                      | 56                              |